# 만안로
만안로(Manan-ro)는 경기도 안양시 명학육교삼거리에서 석수주유소사거리까지를 잇는 도로이다.

## 경유지
- 안양시 (안양동.석수동)

## 노선
| 이름             | 접속 노선             | 소재지 | 소재지 | 소재지 | 비고 |
| ---------------- | --------------------- | ------ | ------ | ------ | ---- |
| 명학육교삼거리   | 시민대로 안양로68번길 | 안양시 | 만안구 | 안양동 |      |
| (이름없음)       | 문예로                | 안양시 | 만안구 | 안양동 |      |
| 안양역로터리     | 안양로314번길         | 안양시 | 만안구 | 안양동 |      |
| (이름없음)       | 박달로                | 안양시 | 만안구 | 안양동 |      |
| 안양교           |                       | 안양시 | 만안구 | 안양동 |      |
| 안양교사거리     | 예술공원로            | 안양시 | 만안구 | 안양동 |      |
| 만안삼성교       |                       | 안양시 | 만안구 | 안양동 |      |
| 삼막교           |                       | 안양시 | 만안구 | 안양동 |      |
| 석수주유소사거리 | 안양로                | 안양시 | 만안구 | 안양동 |      |

## 같이 보기
- 동안로